# Klucz Frontowy (Ce)
Klucz Frontowy (Ce) – polska jednostka lotnicza utworzona we Francji w maju 1940 w jako jednostka Polskich Sił Powietrznych.

## Piloci jednostki
- por. Arsen Cebrzyński – dowódca
- kpr. Eugeniusz Szaposznikow
- kpr. Michał Brzezowski